# Acido adipico
L'acido adipico  o "acido esandioico" è il composto organico con la formula (CH2)4(COOH)2. Dal punto di vista industriale, è l'acido dicarbossilico più importante: ne vengono prodotti ogni anno circa 2,5 miliardi di chilogrammi l'anno, principalmente come precursore per la produzione di nylon. L'acido adipico altrimenti si presenta raramente in natura.  Come additivo alimentare è indicato come E355.
A temperatura ambiente è una polvere cristallina bianca, poco solubile in acqua. È solubile in acetone, metanolo, etanolo.
Fu sintetizzato la prima volta da Auguste Laurent nel 1837.

## Produzione
L'acido adipico è prodotto da una miscela di cicloesanone e cicloesanolo, che viene ossidata con acido nitrico per dare acido adipico, attraverso una reazione a più fasi. All'inizio della reazione, il cicloesanolo viene convertito in chetone, rilasciando acido nitroso:
{\displaystyle {\ce {HOC6H11 + HNO3 -> OC(CH2)5 + HNO2 + H2O}}}
Tra le sue numerose reazioni, il cicloesanone è nitrosato, ponendo le basi per la scissione del legame C-C:
{\displaystyle {\ce {HNO2 + HNO3 -> NO + NO3- + H2O}}}
{\displaystyle {\ce {OC6H10 + NO+ -> OC6H9-2-NO + H+}}}
I prodotti collaterali del metodo includono gli acidi glutarico e succinico. Il protossido di azoto viene prodotto in circa 1 a 1 rapporto molare con l'acido adipico, anche attraverso l'intermediazione di un acido nitrolico.
I processi correlati iniziano dal cicloesanolo, che si ottiene dall'idrogenazione del fenolo.

### Metodi di produzione alternativi
Diversi metodi sono stati sviluppati mediante carbonilazione del butadiene. Ad esempio, l'idrocarbossilazione procede come segue:
{\displaystyle {\ce {CH2=CH-CH=CH2 + 2CO + 2H2O -> HO2C(CH2)4CO2H}}}
Un altro metodo è la scissione ossidativa del cicloesene usando perossido di idrogeno.
Storicamente, l'acido adipico veniva preparato mediante ossidazione di vari grassi, da cui il nome.

## Reazioni
L'acido adipico è un acido diprotico (ha due gruppi acidi). I valori di pKa per le loro deprotonazioni successive sono 4.41 e 5.41.
Con i gruppi carbossilati separati da quattro gruppi di metilene, l'acido adipico è adatto per le reazioni di condensazione intramolecolare. Dopo il trattamento con idrossido di bario a temperature elevate, viene sottoposto a chetonizzazione per dare ciclopentanone.

## Utilizzi
Circa il 60% dei 2,5 miliardi di kg di acido adipico prodotti ogni anno viene utilizzato come monomero per la produzione di nylon mediante una reazione di policondensazione con esametilendiammina formando nylon-6,6. Altre applicazioni importanti riguardano anche i polimeri; è un monomero per la produzione di poliuretano e i suoi esteri sono usati come plastificanti, specialmente nel PVC.

### In medicina
L'acido adipico è stato incorporato in compresse a matrice di formulazione a rilascio controllato per ottenere un rilascio indipendente dal pH sia per i farmaci debolmente basici che debolmente acidi. È stato anche incorporato nel rivestimento polimerico di sistemi monolitici idrofili per modulare il pH intragel, con conseguente rilascio di ordine zero di un farmaco idrofilo. È stato riportato che la disintegrazione a pH intestinale della gommalacca polimerica enterica migliora quando si usa l'acido adipico come agente di formazione dei pori senza influenzare il rilascio nel mezzo acido. Altre formulazioni a rilascio controllato hanno incluso l'acido adipico con l'intenzione di ottenere un profilo di rilascio ritardato.

### Negli alimenti
Piccole quantità di acido adipico vengono utilizzate come ingrediente alimentare come aiuto per aromatizzare e gelificare.  È usato in alcuni antiacidi di carbonato di calcio per renderli aspri. Trova inoltre impiego come acidulante nei lieviti chimici e evita le indesiderabili proprietà igroscopiche dell'acido tartarico.  L'acido adipico, raro in natura, si trova naturalmente nelle barbabietole, ma questa non è una fonte economica per il commercio rispetto alla sintesi industriale.

## Sicurezza
L'acido adipico, come la maggior parte degli acidi carbossilici, è un lieve irritante per la pelle. È leggermente tossico.

## Pericolo ambientale
La produzione di acido adipico è legata alle emissioni di N2O,  un potente gas serra e causa dell'esaurimento stratosferico dell'ozono. Ai produttori di acido adipico DuPont e Rhodia (rispettivamente Invista e Solvay), sono stati implementati processi per convertire cataliticamente il protossido di azoto in prodotti innocui:
{\displaystyle {\ce {2 N2O -> 2 N2 + O2}}}